# Arena (Schach)
Arena ist ein Schach-Frontend für Microsoft Windows und Linux, das als Freeware verfügbar ist.

## Umfang
Arena wird in der Standardvariante mit der Schach-Engine SOS 5.1 zum Download angeboten. SOS konnte in der Computerschachmeisterschaft 2003 den zweiten Platz erringen und hat laut SSDF ein Elo-Rating von über 2.500 Punkten. Es gibt weitere Varianten mit anderen Engines, den sogenannten Partner- oder FRC-Engines, darunter Rybka 2.2 free, zum Download sowie entsprechende Eröffnungsbücher. Auf der Website werden Links zu Amateurprogrammierern, Datenbanken und Foren angeboten.

## Funktionen
Die Oberfläche ist konfigurierbar. So lassen sich zum Beispiel die Größe skalieren, die Farben komplett ändern, Texturen für das Schachbrett vergeben und Klänge einfügen. Eine Unterstützung der beiden freien, öffentlichen Protokolle UCI und WinBoard zur Verständigung zwischen grafischer Oberfläche und Engine ist vorhanden, wodurch etwa 250 verschiedene Schachengines nachrüstbar sind. Es ist die Nutzung eines Schachservers möglich (nur für alte Versionen, in neuen Versionen nicht mehr geplant) oder der Spieler tritt per Netzwerk gegen andere Spieler an. Bestandteil der Oberfläche ist zudem auch eine Analysefunktion.
Arena bietet ein Statistikfenster, worin anhand eines Balkendiagramms über den Verlauf der gesamten Schachpartie informiert wird. Dadurch lässt sich beispielsweise auf einen Blick erkennen, zu welchem Zeitpunkt eine Partie gekippt ist. Unterstützt wird das DGT-PC-Schachbrett für das Spiel mit echten Figuren und Chess960 (Fischer-Random-Chess). Im Spiel wird der letzte Zug farblich hervorgehoben und die Materialdifferenz dargestellt, also Figuren des Gegners, die im eigenen Lager fehlen. Eingebaut sind des Weiteren Turnierfunktionen, um Schachprogramme gegeneinander spielen zu lassen.
Folgende Dateiformate werden unterstützt: EPD, PGN und FEN.